# Nedre Grötsjön
Nedre Grötsjön är en sjö i Älvdalens kommun i Dalarna och ingår i Dalälvens huvudavrinningsområde. Sjön har en area på 0,811 kvadratkilometer och ligger 780,9 meter över havet. Sjön avvattnas av vattendraget Storån. Vid provfiske har abborre, lake, röding och öring fångats i sjön.

## Delavrinningsområde
Nedre Grötsjön ingår i det delavrinningsområde (690722-132108) som SMHI kallar för Utloppet av Nedre Grötsjön. Medelhöjden är 824 meter över havet och ytan är 4,03 kvadratkilometer. Räknas de 7 avrinningsområdena uppströms in blir den ackumulerade arean 37,53 kvadratkilometer. Storån som avvattnar avrinningsområdet har biflödesordning 2, vilket innebär att vattnet flödar genom totalt 2 vattendrag innan det når havet efter 526 kilometer. Avrinningsområdet består mestadels av skog (65 procent) och kalfjäll (15 procent). Avrinningsområdet har 0,82 kvadratkilometer vattenytor vilket ger det en sjöprocent på 20,2 procent.